# Linnéa Therese Dimitriou
Linnéa Therese Dimitriou, född 7 augusti 1979 i Umeå, är en svensk konstnär och formgivare verksam i norra Sverige.  Dimitriou är utbildad vid Glasgow School of Arts under åren 2002-2004.
Dimitriou har bland annat formgivit utställningen #metoo på Kvinnohistoriskt museum i Väven, Umeå. Hon har även ställt ut sin egen konst på bland annat Kramfors konsthall och Galleri OSs.